# Bormida
Bòrmida ( Búrmia in dialetto valbormidese, Bormia in piemontese e in ligure) è un comune italiano sparso di 320 abitanti della provincia di Savona in Liguria. La sede comunale è situata presso la frazione di Chiesa.

## Geografia fisica
Il comune è ubicato nell'alta val Bormida, alle sorgenti del ramo del fiume Bormida di Pallare, tra le vette montane del Settepani (1386 m), del Ronco di Maglio (1108 m) e della Rocca Roluta (877 m).
Il territorio comunale è compreso tra un'altitudine minima di 420 m e una massima di 1386 m della vetta del Settepani tra boschi di castagni e faggi. Proprio la massiccia presenza di aree boscose - circa i 4/5 dell'intero territorio - fanno di Bormida il comune più boscoso della Liguria.

## Storia
Le vallate bormidesi furono sicuramente abitate già nell'antichità dai Liguri Statielli.
Rimaste spopolate per via delle incursioni saracene, probabilmente fu solo dopo il 1179, favorite dalle nozioni apportate dai frati dell'abbazia di Fornelli, che si svilupparono le prime borgate. Anticamente Bormida faceva parte con Osiglia di un'unica comunità; se ne affrancò dal punto di vista ecclesiastico costruendo, nel 1481, una propria parrocchiale intitolata a San Giorgio.
Inizialmente dominio dei marchesi Del Carretto del ramo di Millesimo, nel corso del XIV secolo passò ai Del Carretto del ramo di Finale. Nel 1393 il territorio, come da omaggio del marchese carrettesco, rientrò tra i possedimenti di Teodoro II del Monferrato nel marchesato omonimo. Nel 1417 fu Manuele Del Carretto, signore di Finale, a cedere al suo parente marchese Marco Del Carretto quella parte del territorio dello Stato monferrino comprendente gli attuali borghi di Bormida, Calizzano, Massimino, Osiglia e Pallare al nuovo ramo carrettesco di Calizzano, quest'ultimo più vicino alla politica genovese e meno a quella finalese.
Alla fine del Cinquecento saranno gli stessi marchesi di Calizzano a cedere ogni diritto e bene ad Alfonso II Del Carretto, signore del marchesato di Finale. Proprio al XVI secolo risalirebbe la prima citazione ufficiale su Bormida in un atto notarile del marchese carrettesco concedente privilegi alla popolazione locale. Il marchesato venne in seguito ceduto agli Spagnoli (1601) e del quale Bormida ne seguì le sorti rientrando, assieme ad Osiglia, nella podesteria retta da un podestà nominato dal governatore spagnolo di Finale.
Conobbe un periodo di sviluppo attorno alla metà del XVII secolo per la presenza di tre ferriere e un molino, ma soprattutto per la costruzione nel 1666 della nuova via carrozzabile di fondovalle dell'ingegnere Gaspare Berretta - detta "via della Regina" o "di Spagna" - così chiamata perché costruita in occasione del passaggio di Margherita Teresa di Spagna in viaggio verso Vienna per raggiungere il suo sposo, l'imperatore Leopoldo I d'Asburgo, che collegava il porto di Finale a Milano.
Tra il 1713 e il 1714 la Repubblica di Genova acquistò le terre del marchesato finalese, omettendo per ragioni commerciali la manutenzione dell'importante arteria viaria che divenne ben presto a larghi tratti impraticabile. Dopo le prime avvisaglie delle guerre napoleoniche, nel 1795, i bormidesi inaugurarono in fretta la nuova parrocchiale della quale stavano terminando i lavori di ampliamento, terminata poi nel 1814. Nel 1796 la devastazione e la distruzione segnò il passaggio delle truppe francesi di Napoleone Bonaparte nella prima campagna d'Italia; una trincea fu realizzata presso le pendici del Ronco di Maglio poco prima della celebre battaglia di Montenotte del 12 aprile.
Con la dominazione francese il territorio di Bormida rientrò dal 2 dicembre 1797 nel Dipartimento del Letimbro, con capoluogo Savona, all'interno della Repubblica Ligure. Dal 28 aprile 1798 con i nuovi ordinamenti francesi, fece parte del IX Cantone, come capoluogo, della Giurisdizione delle Arene Candide e dal 1803 centro principale del V Cantone delle Arene Candide nella Giurisdizione di Colombo. Annesso al Primo Impero francese dal 13 giugno 1805 al 1814 venne inserito nel Dipartimento di Montenotte.
Nel 1815 Bormida fu inglobato nel Regno di Sardegna, così come stabilì il Congresso di Vienna del 1814, e successivamente nel Regno d'Italia dal 1861; risale al 1834 la separazione delle due località di Bormida e Osiglia in due distinti comuni autonomi. Dal 1859 al 1927 il territorio fu compreso nel IV mandamento di Cairo del circondario di Savona facente parte della provincia di Genova; nel 1927 anche il territorio comunale bormidese passò sotto la neo costituita provincia di Savona.
Dal 1973 al 30 aprile 2011 ha fatto parte della Comunità montana Alta Val Bormida.

### Simboli
Stemma
Gonfalone

Lo stemma e il gonfalone sono stati concessi con decreto del presidente della Repubblica del 20 ottobre 2003.

## Monumenti e luoghi d'interesse

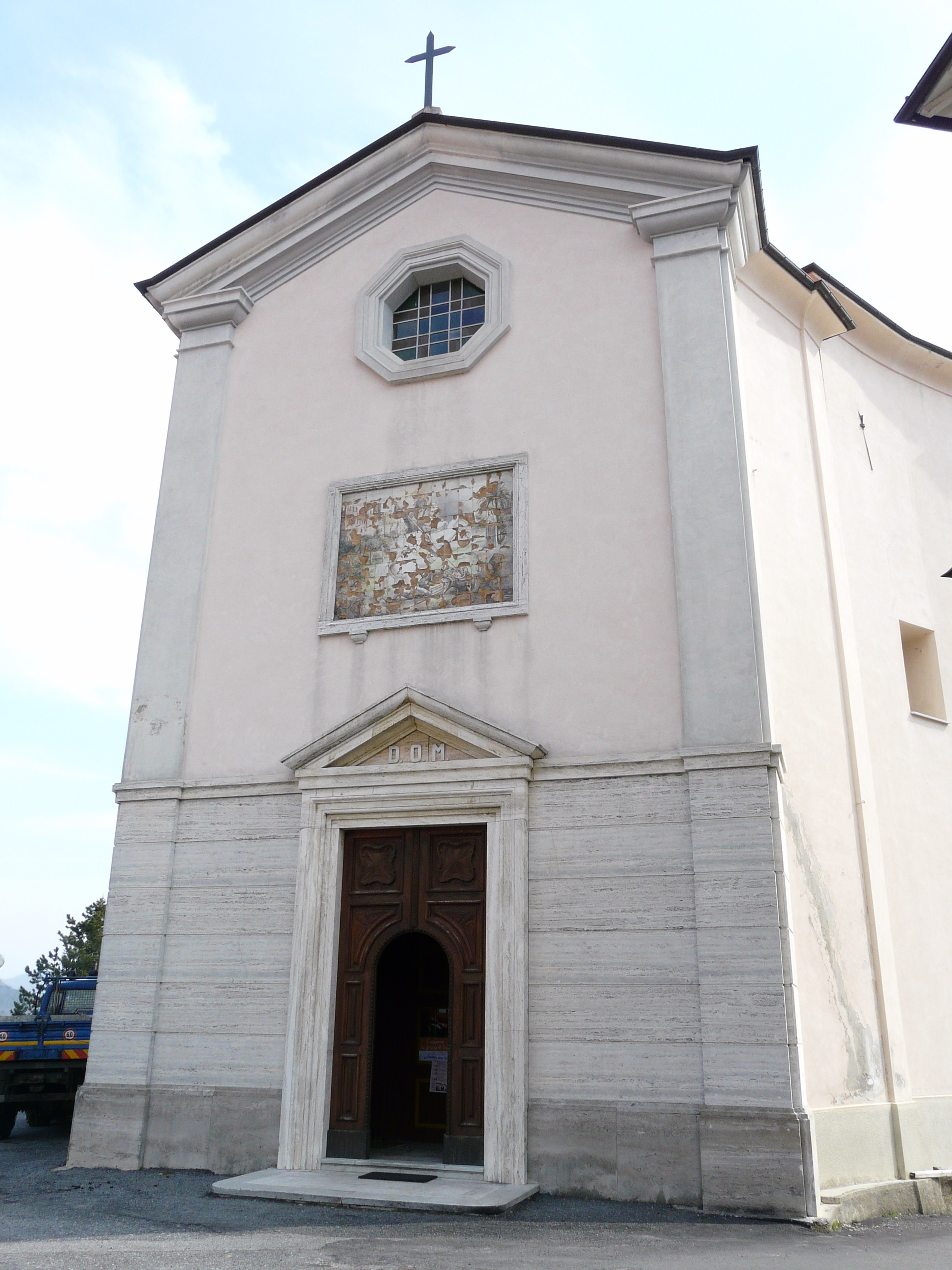
La chiesa parrocchiale di San Giorgio

### Architetture religiose
- Chiesa parrocchiale di San Giorgio. Risalente al 1481, conserva pregiate tele e statue in legno: tra queste quella raffigurante la Madonna - attribuita allo scultore Anton Maria Maragliano - e quella di San Giorgio che uccide il drago. Il campanile, costruito in stile barocco, su un precedente basamento. La struttura rinnovata a fine seicento verrà ampliata nella forma attuale tra il 1786 e il 1814.
- Ex oratorio della confraternita di Santa Maria Maddalena, del XVII secolo e attiguo alla parrocchiale di San Giorgio, oggi convertito e trasformato in teatrino comunale.
- Cappella della Madonna del Carmine, sita nella frazione di Piano Sottano. L'allora rettore padre Giulio Panelli in applicazione di pio legato ne iniziò l'erezione il 18 agosto 1632. L'edificio ospitò, durante un suo viaggio, la principessa Margherita Teresa di Spagna, figlia del re di Spagna Filippo IV.

### Architetture civili
- Palazzo "La Ferriera" (detto "Palazzo della Maiorca") presso la frazione di Piano Soprano. Circondato da un ampio e colorito parco, deriva il suo nome dalla precedente lavorazione del ferro, principale attività del borgo praticata dal XVII al XIX secolo.

### Aree naturali
Nel territorio comunale di Bormida sono presenti e preservati due siti di interesse comunitario, proposto dalla rete Natura 2000 della Liguria, per il suo particolare interesse naturale, faunistico e geologico. Il primo sito - condiviso con Osiglia, Mallare e Pallare - è collocato nell'area boschiva del Ronco di Maglio e zone adiacenti in cui insistono faggete (Fagus sylvatica) e boschi misti. Oltre ad alcune specie di orchidee, sono segnalate in questa area il giglio martagone (Lilium martagon) e la campanula toscana (Campanula medium). Tra gli uccelli il picchio muratore (Sitta europaea) e il falco pecchiaiolo (Pernis apivorus); tra gli invertebrati il Carabus solieri liguranus, Philorhizus liguricus e Haptoderus apenninus.
Il secondo - condiviso con Bardineto, Boissano, Calizzano, Castelvecchio di Rocca Barbena, Giustenice, Loano, Magliolo, Osiglia, Pietra Ligure, Rialto e Toirano - è collocato nell'area boschiva tra il monte Carmo di Loano e il monte Settepani in cui insistono foreste, praterie, versanti rupestri, cavità di interesse speleologico e formazioni carsiche; nella stessa area è presente la Foresta regionale della Borbottina. Oltre alle zone boschive comprensivi di faggi, pini silvestri e abeti bianchi, sono segnalate le presenze del rododendro, del ginepro nano del Bric dell'Agnellino, la campanula di Savona (Campanula sabatia), la genziana ligure (Gentiana ligustica), le orchidee, la primula marginata (Primula marginata), lo zafferano ligure (Crocus ligusticus) e l'arnica montana (Arnica montana). Tra le specie animali il pesce sanguinerola (Phoxinus phoxinus) e il gambero di fiume (Austropotamobius pallipes); tra i mammiferi il gatto selvatico (Felis silvestris) e alcuni rinolofi della specie dei chirotteri (Rhinolophus ferrumequinum, Rhinolophus euryale, Rhinolophus hipposideros).

## Società

### Evoluzione demografica
Abitanti censiti

### Etnie e minoranze straniere

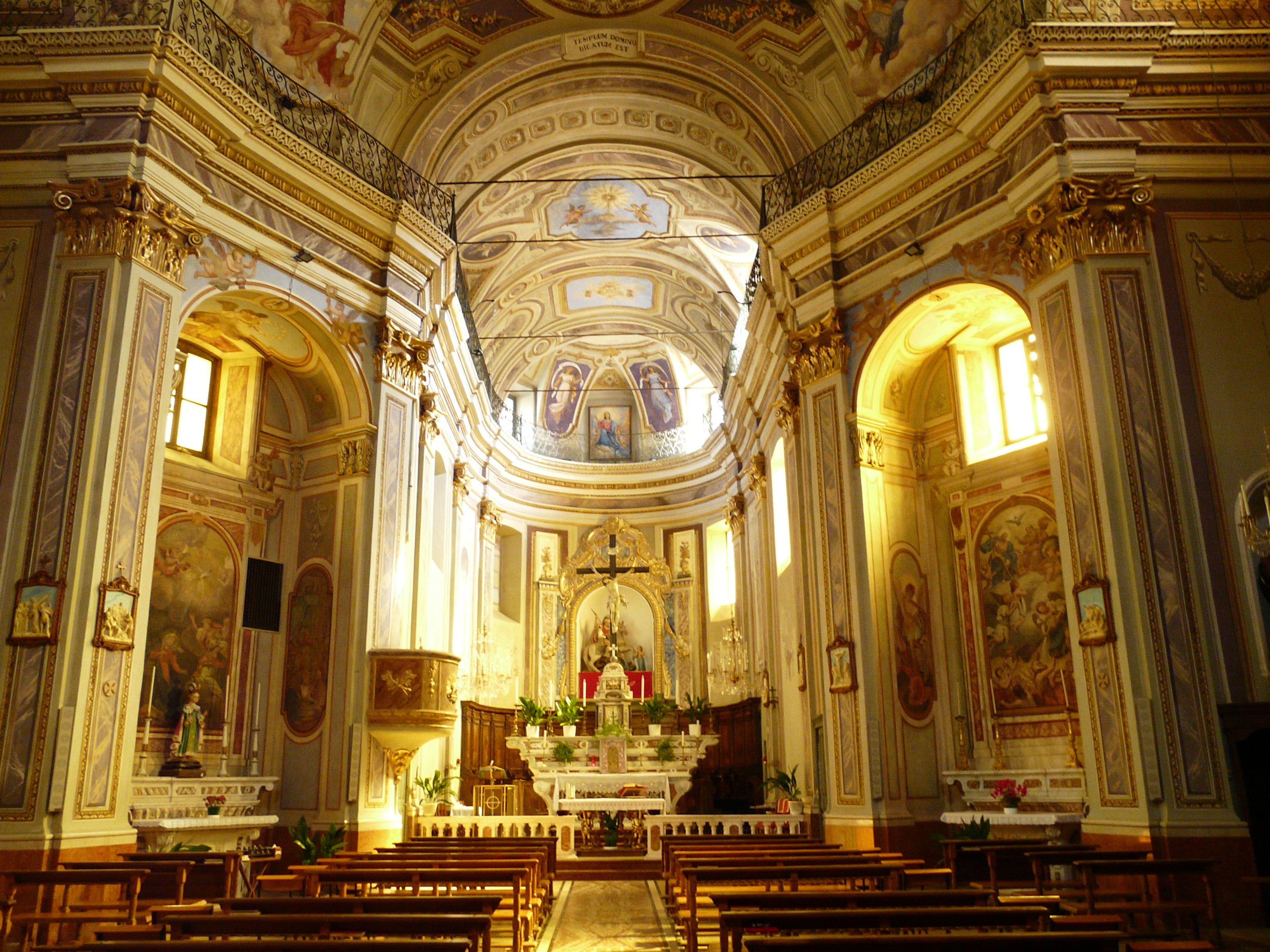
La navata centrale della parrocchiale di San Giorgio di Bormida

Secondo i dati Istat al 31 dicembre 2019, i cittadini stranieri residenti a Bormida sono 13.

## Geografia antropica
La circoscrizione del Comune è costituita dalle tre frazioni di Chiesa (sede comunale), Piano Soprano e Piano Sottano per una superficie territoriale di 22,47 km². Lo statuto riconosce inoltre gli agglomerati di Baltera, Costa, Delfini, Fornelli, Navoni, Pirotti, Resi e Romana
Confina a nord con il comune di Pallare, a sud con Calizzano e Rialto, ad ovest con Osiglia, ad est con Mallare e Calice Ligure.

## Economia
Le principali risorse locali provengono dall'agricoltura e dai suoi prodotti naturali. Tra le produzioni locali si rammentano i prodotti caseari, formaggi, e raccolta di cereali. Oltre che all'allevamento del bestiame, di pregio è la lavorazione e il commercio del legno.
Sul crinale che separa la valle di Osiglia dalla Bormida di Pallare, tra i comuni di Osiglia e Bormida, è stata installata una fattoria di energia eolica gestita da entrambi i comuni.

## Infrastrutture e trasporti

### Strade
Il territorio di Bormida è attraversato principalmente dalla strada provinciale 38 che permette il collegamento stradale con Osiglia tramite la Colla Baltera, ad ovest, e Mallare ad est; un ulteriore collegamento viario è la provinciale 15 per Pallare, a nord, e Carcare a sud.

## Amministrazione

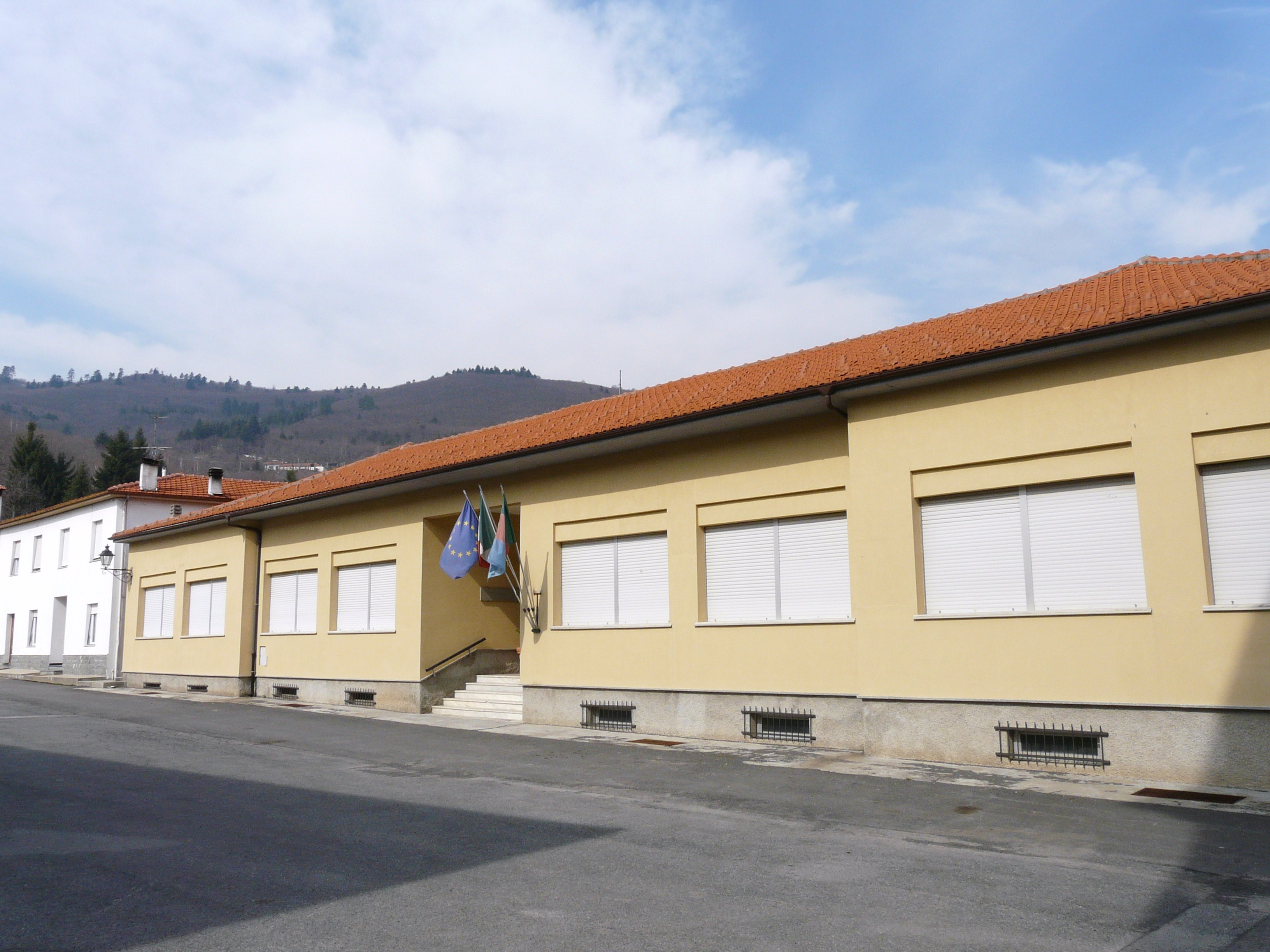
Il municipio

| Periodo        | Periodo        | Primo cittadino   | Partito                                          | Carica  | Note |
| -------------- | -------------- | ----------------- | ------------------------------------------------ | ------- | ---- |
| 17 giugno 1985 | 28 maggio 1990 | Mauro Core        | Democrazia Cristiana                             | Sindaco |      |
| 28 maggio 1990 | 24 aprile 1995 | Mauro Core        | Indipendente                                     | Sindaco |      |
| 24 aprile 1995 | 14 giugno 1999 | Graziano Falciani | lista civica                                     | Sindaco |      |
| 14 giugno 1999 | 14 giugno 2004 | Graziano Falciani | lista civica                                     | Sindaco |      |
| 14 giugno 2004 | 8 giugno 2009  | Bruna Cambise     | lista civica                                     | Sindaco |      |
| 8 giugno 2009  | 26 maggio 2014 | Bruna Cambise     | Bormida la nostra terra (lista civica)           | Sindaco |      |
| 26 maggio 2014 | 27 maggio 2019 | Daniele Galliano  | Galliano sindaco (lista civica di centro-destra) | Sindaco |      |
| 27 maggio 2019 | 10 giugno 2024 | Daniele Galliano  | Galliano sindaco (lista civica di centro-destra) | Sindaco |      |
| 10 giugno 2024 | in carica      | Daniele Galliano  | Galliano sindaco (lista civica di centro-destra) | Sindaco |      |

## Sport
A Bormida, così come in altri comuni della val Bormida e del Basso Piemonte, viene praticato il gioco del pallone elastico, detto localmente balon, con tornei estivi e campionati in diverse categorie in un apposito sferisterio dal 1986.